# Среднеафганские горы
Среднеафга́нские го́ры (Хазараджа́т) — горы в восточной части Иранского нагорья в Афганистане, главным образом в бассейне рек Герируд и Фарахруд.
Среднеафганские горы представляют собой систему опустыненных, преимущественно средневысотных горных хребтов. Протяжённость гор составляет около 600 км, ширина достигает 300 км. Максимальная высота — 4182 м (в хребте Кайсар). Хребты, сложенные преимущественно сланцами и известняками, веерообразно расходятся от западной оконечности Гиндукуша, постепенно понижаясь к западу и юго-западу. До высоты 2400 м господствующим типом ландшафта является полынно-эфемеровая полупустыня, местами встречаются фисташковые редколесья; выше — фригана с рощами арчи, на выровненных участках — сухие степи. У подножий гор — оазисы.
Из Кабула в Бамиан через Среднеафганские горы ведут два основных маршрута: более длинный (около 237 км) через перевал Шибар, расположенный на высоте чуть менее 3000 м над уровнем моря, и более короткий, но и более сложный через 2 перевала в провинции Вардак (Maidan Wardak) — Унай на высоте чуть 3000 м над уровнем моря (пересекает хребет Санглах) и Гаджигак на высоте чуть менее 3700 м над уровнем моря.